# Шульгинка (Алтайский край)
Шульгинка — село в Советском районе Алтайского края. Административный центр Шульгинского сельсовета.

## География
Расположено  в пределах левобережной части долины реки Катуни, на берегах реки Шульгинки, в 15 км к северо-западу от села Советского, административного центра района. Абсолютная высота — 175 метров над уровнем моря.

## Население
| 1997  | 1998  | 1999  | 2000  | 2001  | 2002  |
| ----- | ----- | ----- | ----- | ----- | ----- |
| 1846  | ↗1864 | ↗1869 | ↘1863 | ↘1723 | ↗1736 |
| 2003  | 2004  | 2005  | 2006  | 2007  | 2008  |
| ↘1686 | ↘1683 | ↘1639 | ↗1672 | ↗1684 | ↘1671 |
| 2009  | 2010  | 2011  | 2012  | 2013  |       |
| ↘1662 | ↘1404 | ↘1401 | ↘1381 | ↘1372 |       |

Национальный состав
Согласно результатам переписи 2002 года, в национальной структуре населения русские составляли 96 %.